# Пищаче
Пища́че — село в Україні, у Підгайчиківській сільській громаді Коломийського району Івано-Франківської області. Населення становить 220 осіб.
| Україна | Це незавершена стаття з географії України. Ви можете допомогти проєкту, виправивши або дописавши її. |